# Commiphora serrata
Commiphora serrata är en tvåhjärtbladig växtart som beskrevs av Adolf Engler. Commiphora serrata ingår i släktet Commiphora och familjen Burseraceae. Inga underarter finns listade i Catalogue of Life.